# Ryuta Amae
Ryuta Amae est un photographe plasticien japonais vivant à Paris.
Le travail de Ryuta Amae s'articule essentiellement autour de créations ou de retouches d'images numériques. Sa série Fictions est un agencement de constructions utopiques (immeubles en images de synthèse réalistes) ou de scènes urbaines en apparence anodines, mais qui interrogent le rapport de l'homme au monde, sous un angle phénoménologique de déconstruction du regard.
Le critique japonais Toshio Shimizu observe : « Les photographies de Ryuta Amae prouvent l’absence de fiabilité de notre vision. Nous avons tous en Mémoire un grand nombre dímages qui conditionnent notre regard. Elles nous empêchent de voir la réalité et nous laissons la fiction s’y substituer. Ryuta Amae suscite intentionnellement ce genre de situations et stimule des visions contemporaines ».

## Prix et récompenses
- Prix Altadis 2002/2003